# Národní liga 1943-1944
La Národní liga 1943-1944 vide la vittoria finale dello Sparta
Capocannoniere del torneo fu Josef Bican dello Slavia Praga con 57 reti.
L'anno successivo il campionato non si giocò a causa della guerra.

## Classifica finale
|    | Classifica      | G  | V  | N | P  | GF  | GS | Pti |
| -- | --------------- | -- | -- | - | -- | --- | -- | --- |
| 1  | Sparta          | 26 | 22 | 4 | 0  | 109 | 26 | 48  |
| 2  | Slavia Praga    | 26 | 22 | 1 | 3  | 131 | 43 | 45  |
| 3  | Baťa Zlín       | 26 | 14 | 4 | 8  | 81  | 61 | 32  |
| 4  | Viktoria Plzeň  | 26 | 12 | 5 | 9  | 65  | 58 | 29  |
| 5  | Viktoria Žižkov | 26 | 11 | 4 | 11 | 62  | 73 | 26  |
| 6  | Kladno          | 26 | 11 | 3 | 12 | 52  | 64 | 25  |
| 7  | Slezská Ostrava | 26 | 12 | 1 | 13 | 60  | 80 | 25  |
| 8  | Židenice        | 26 | 9  | 6 | 11 | 58  | 61 | 24  |
| 9  | Pardubice       | 26 | 10 | 3 | 13 | 61  | 70 | 23  |
| 10 | Bohemia         | 26 | 9  | 3 | 14 | 70  | 63 | 21  |
| 11 | Polaban Nymburk | 26 | 8  | 4 | 14 | 55  | 72 | 20  |
| 12 | SK Olomouc ASO  | 26 | 9  | 2 | 15 | 47  | 75 | 20  |
| 13 | Plzeň           | 26 | 6  | 2 | 18 | 42  | 98 | 14  |
| 14 | SK Nusle        | 26 | 5  | 2 | 19 | 41  | 90 | 12  |

## Verdetti
- Sparta campione di Boemia e Moravia 1943-1944.
- Olomouc ASO, Plzeň e Nusle retrocessi.